# Storglaciären
Storglaciären (švédsky Velký ledovec) je ledovec v údolí Tarfala ve Skandinávském pohoří na katastru města Kiruna ve Švédsku. Ledovec je klasifikován jako polytermální. To znamená že uvnitř ledovce je jak studený led, tak i temperovaný led, tj. led v tlakovém bodu tání. Na Storglaciären začal (bezprostředně po druhé světové válce ) první výzkumný program hmotnostní bilance ledovce, který pokračuje až do současnosti; je zde nejdelší nepřetržité studium svého druhu na světě. Storglaciären měl v letech 1946–2006 kumulativní zápornou hmotnostní bilanci -17 m. Výzkumníci začali monitorovat ledovec Rabots Glaciär v roce 1982, Riukojietna v roce 1985 a Mårmaglaciären v roce 1988. Všechny tři tyto ledovce měly od začátku monitorování silnou zápornou hmotnostní bilanci.

Za účelem studia Storglaciären a blízkých ledovců provozuje Stockholmská univerzita v oblasti Kebnekaise v severním Švédsku výzkumnou stanici Tarfala .